# Ronc (zoologia)

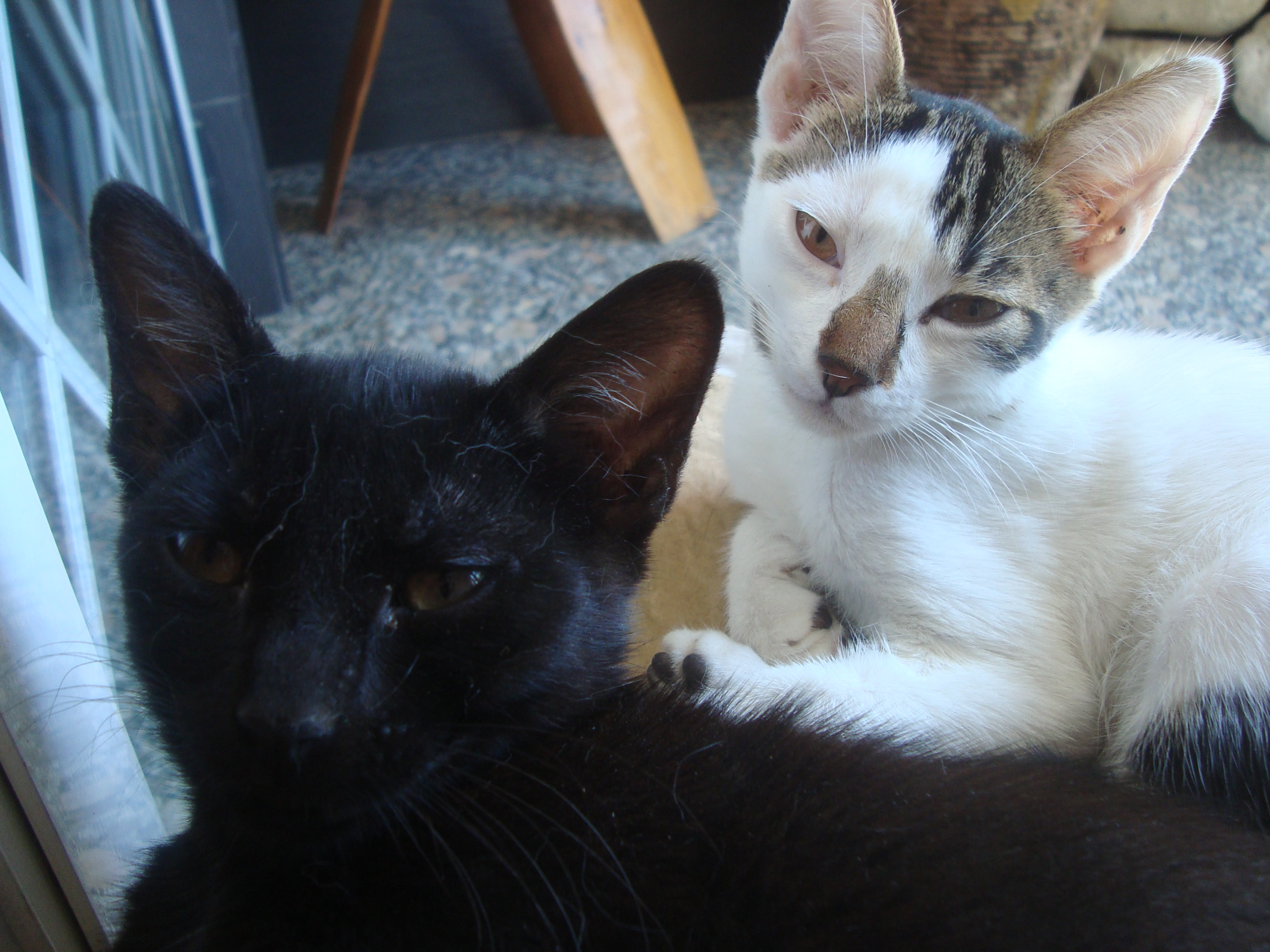
Gats domèstics

En zoologia, el ronc és una vocalització emesa per alguns fèlids i vivèrrids. Aquest so de baixa freqüència és produït tant a l'expiració com a la inspiració i apareix des dels dos dies de vida. El mecanisme que produeix el ronc encara no està ben explicat, però la teoria dominant és que el so és generat per contraccions dels músculs de la laringe provocades per una oscil·lació neural i que fan vibrar les cordes vocals. La possibilitat que un fèlid ronqui o no també és objecte de debat, especialment pels grans fèlids de la subfamília dels panterins.
El gat domèstic pot roncar tant de plaer com de patiment, de manera que el significat d'aquesta vocalització de contacte és poc evident. A la natura, el ronc sovint es restringeix en gran part a les relacions mare-cries. Alguns autors l'han comparat al somriure i el seu rol en les comunicacions amb altres gats o amb els humans és essencial. Hi ha una teoria que defensa les capacitats curatives del ronc; segons alguns autors, les baixes freqüències emeses reforcen els ossos, músculs i tendons i tenen efectes analgèsics. La roncoteràpia explota l'efecte calmant del ronc en els humans.
El mot utilitzat per referir-se al ronc deriva en moltes llengües d'una onomatopeia. Ni la paraula ni el mateix so han tingut grans papers a la literatura, la publicitat o el cinema.

## Descripció
El ronc és un so continu de baixa freqüència, emès durant totes les fases de la respiració tret d'una curta pausa d'entre unes desenes i una centena de mil·lisegons entre la inspiració i l'expiració. El ronc és considerat més fort i rauc a la inspiració, però segons un estudi publicat l'any 2010, el ronc del gat té la mateixa amplitud durant ambdues fases de la respiració, mentre que el del guepard és més fort a l'expiració. El so és produït amb la boca tancada i sol durar més de dos segons, emès a una freqüència d'entre 20 i 30 Hz (la freqüència fonamental és de 20 Hz). El ronc del gat domèstic es pot sentir a una distància de tres metres i el d'un guepard fins a 40 metres de distància. El so és més fort al nivell del musell. En la majoria de casos, el ronc dels gats no es pot sentir des de més de 50 cm de distància, però esmorteeix tots els altres sons corporals i, per tant, un veterinari no pot auscultar en bones condicions un gat que estigui roncant.
El mecanisme fònic és alhora ingressiu (produït a la inspiració) i egressiu (produït a l'expiració). La fonació ingressiva és coneguda des de Charles Darwin, car és utilitzada per molts altres animals, com el gos o la guineu. En els humans, la fonació ingressiva es fa servir especialment en les llengües germàniques. Segons un estudi publicat el 2010 que comparà el ronc del guepard amb el del gat, la fase egressiva del guepard és més llarga i conté més cicles, mentre que en el gat les diferències entre fases són escasses o nul·les. Comparativament, el guepard produeix un nombre de cicles més elevat que el gat en ambdues fases, mentre que la freqüència fonamental roman gairebé idèntica.
En els gats domèstics, el ronc apareix a partir dels dos dies de vida durant l'alletament, en què la mare i les cries es comuniquen mitjançant el ronc. Aquest fenomen també es dona quan la mare empolaina les cries. Juntament amb els gemecs, el ronc és la primera vocalització de les cries; la mare també respon amb el ronc. A la natura, el ronc és especialment habitual en les relacions entre una mare i les seves cries, mentre que en els gats domèstics també es pot donar durant el contacte amb humans. Els gats no ronquen quan dormen, però a vegades poden miolar.

### Mecanisme
Els fèlids no tenen cap òrgan dedicat especialment al ronc. La hipòtesi més estesa és que el ronc és produït per una contracció molt ràpida dels músculs de la laringe, que comprimeixen i dilaten la glotis, provocant una separació forta de les cordes vocals que genera aquest so. Aquesta hipòtesi es basa en l'electromiograma dels músculs de la laringe del gat domèstic, que mostra un patró molt regular i estereotípic compost d'un pic que es produeix entre 20 i 30 vegades per segon, causant una tensió regular de la glotis. Les variacions laríngies són induïdes per una oscil·lació neural que genera un cicle cada 30-40 mil·lisegons. Aquesta oscil·lació no es pot aturar, cosa que apunta a l'existència d'un mecanisme oscil·latori d'alta freqüència a l'interior del sistema nerviós central. La part del cervell que provoca aquestes oscil·lacions es troba a prop de l'hipotàlem.
Segons un estudi del 1972, la tensió del diafragma durant la inspiració és irregular i els pics de l'electromiograma entre la glotis i el diafragma no estan sincronitzats. Aquesta activació alternada permet limitar una fluctuació negativa de la pressió traqueal, promovent el flux d'aire a la inspiració en el moment en què la glotis ofereix una resistència mínima. Un nou estudi dut a terme el 1987 a partir d'un electromiograma mostra que els músculs expiratoris també poden tenir un paper en el mecanisme del ronc. L'any 2000, Dennis C. Turner i Patrick Bateson consideraren que el diafragma i els altres músculs no són necessaris per al ronc, excepte per induir la respiració. Un factor que podria invalidar la hipòtesi de la contracció dels músculs de la laringe és que els gats que han tingut una laringectomia poden roncar utilitzant el diafragma.
Altres hipòtesis apunten a una vibració de la vena cava amplificada pels bronquis, la tràquea i les cavitats nasals, així com la vibració de falses cordes vocals o del vel del paladar.

### Carnívors roncadors

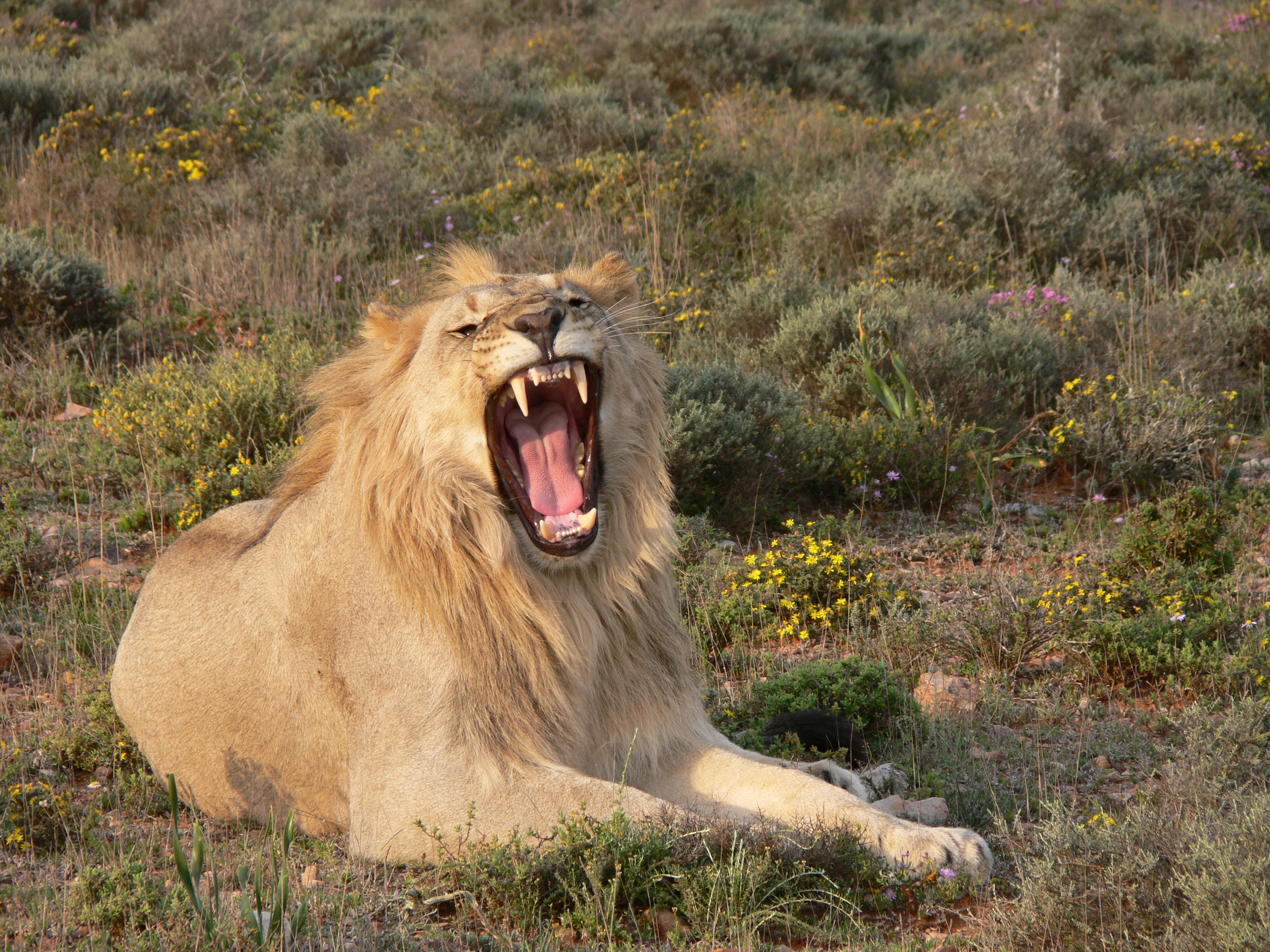
Els fèlids rugidors podrien ser incapaços de roncar.

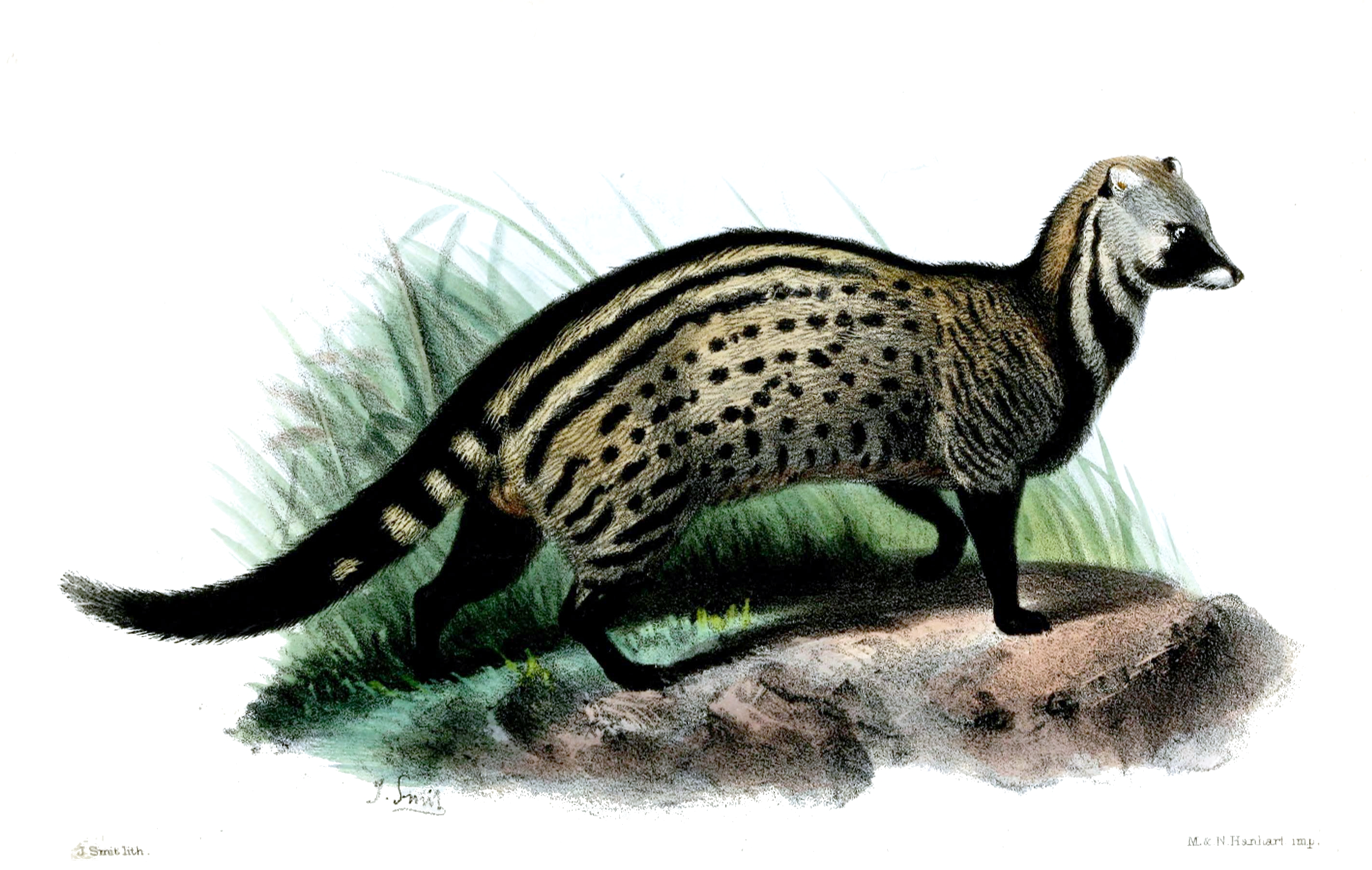
Els vivèrrids poden roncar de manera similar als fèlids.

La qüestió del ronc dels fèlids és objecte de debat. Encara és un misteri si nombroses espècies, incloent-n'hi de ben conegudes com el lleó o el lleopard, ronquen. En el cas de nombroses espècies, la informació que existeix sobre aquest tema és escassa o nul·la. Els fèlids de la subfamília dels panterins (el lleó, el tigre, el lleopard, el jaguar i la pantera de les neus) tenen un lligament de l'os hioide poc o gens ossificat, cosa que els permetria rugir però no roncar. Aquesta diferenciació fou posada en dubte a la dècada del 1990, quan es proposà que l'estructura vocal dels panterins podria possibilitar el ronc, tot i que seria difícil de produir. Paul Heiney suggerí que els grans fèlids només poden roncar a l'expiració.
La capacitat de rugir gràcies a un os hioide poc o gens ossificat és la hipòtesi històrica que permeté la classificació de les diferents espècies de fèlids per Owen i després Pocock el 1916: hi havia els fèlids «rugidors» (i per tant no roncadors) de la subfamília dels panterins i els fèlids «no rugidors» (i, per tant, roncadors) de la subfamília dels felins. Segons Gustav Peters, el ronc hauria de ser assimilat a una característica de l'avantpassat comú dels fèlids i les vocalitzacions similars observades en alguns mamífers (com ara l'os rentador o el conill) com un cas d'evolució convergent.
Alguns vivèrrids, com la geneta tacada i la geneta comuna, són capaços de roncar. Sembla que l'os negre americà i l'os bru ronquen durant l'alletament, igual que les femelles de hiena tacada.

L'os hioide del lleó

| Ronc | Equívoc                                                                     | Ronc probable     | No hi ha dades disponibles |
| --- | --------------------------------------------------------------------------- | ----------------- | --- |
| - Guepard - Puma - Linx nòrdic - Linx vermell - Serval - Gat daurat asiàtic - Ocelot - Gat tigrat - Gat margay - Jaguarundi - Gat salvatge - Gat marbrat - Gat de Bengala - Gat de peus negres | - Lleó - Tigre - Jaguar - Lleopard - Pantera de les neus - Pantera nebulosa | - Linx del Canadà | - Linx ibèric - Caracal - Gat daurat africà - Gat pescador - Gat de la jungla - Gat de Geoffroy - Gat de Pallas - Gat de la sorra - Gat capplà - Gat rovellat |

## Significats

### Comunicació
El ronc és una vocalització associada principalment al contacte, tant amb un congènere amical com amb un humà o fins i tot un objecte, com per exemple quan un gat fa pipes contra un coixí. El ronc es manifesta quan l'animal sent plaer, però també sofriment: els veterinaris observen sovint gats que continuen roncant quan estan estressats, ferits o fins i tot moribunds.
Els gats ronquen generalment per expressar dependència; els gatons depenen de la mare i la seva llet, o de l'humà quan li demana ajut o carícies. El ronc té un paper important en les relacions socials dels fèlids, car comunica l'estat del gat al seu entorn humà o felí; així doncs, un gató que ronca informa la seva mare del fet que es troba bé i els gats adults expressen felicitat quan se'ls acaricia. Aquesta vocalització també podria reforçar els vincles socials i desactivar conflictes (els gats ronquen quan troben un gat dominant). Segons Turner i Bateson, el paper del ronc es pot comparar al del somriure en els humans. El 1985, Joël Dehasse hipotetitzà que el gat ronca per si mateix, per exemple, per calmar-se. Això explicaria per què els gats poden roncar quan pateixen. Gustav Peters també suggerí que a vegades el ronc pot representar un exemple d'autocomunicació.
El gat domèstic ha desenvolupat un ronc complementari, que conté un crit molt agut comparable a un crit de nadó i que es barreja amb el ronc normal Aquest «ronc de sol·licitació» barrejat amb el ronc normal ha estat escoltat per cinquanta investigadors, que l'han percebut com un missatge d'urgència, arribant a la conclusió que es tracta d'una adaptació a la comunicació amb humans.

## Efectes curatius
Els veterinaris consideren que els gats es curen ràpidament de les fractures, tenen menys complicacions postoperatòries i presenten una prevalença de malalties òssies, musculars i lligamentàries inferior a la dels gossos. Una hipòtesi suggereix que el ronc, amb una freqüència d'entre 20 i 30 Hz, podria tenir un efecte reparador i fins i tot analgèsic sobre els ossos, els tendons i els músculs. Molts fèlids emeten vibracions amb una freqüència que calma els dolors aguts i els problemes de tendons, músculs o articulacions. Si la hipòtesi és correcta, aleshores els fèlids utilitzen el ronc per mantenir-se en bona salut.
Aquesta teoria es basa en dues observacions: d'una banda, el ronc no està associat a una emoció o un estat particular (un gat pot roncar quan està feliç o moribund); de l'altra banda, el ronc s'ha perpetuat en nombroses espècies de fèlids, cosa que indica que podria representar un avantatge des del punt de vista de la selecció natural. A més, nombrosos estudis mostren que els sons de baixa freqüència (entre 20 i 140 Hz) tenen un efecte beneficiós sobre els ossos, els músculs i els tendons i permeten calmar el dolor. Aquests sons també tenen efectes mentals positius, car provoquen emocions.

### Roncoteràpia

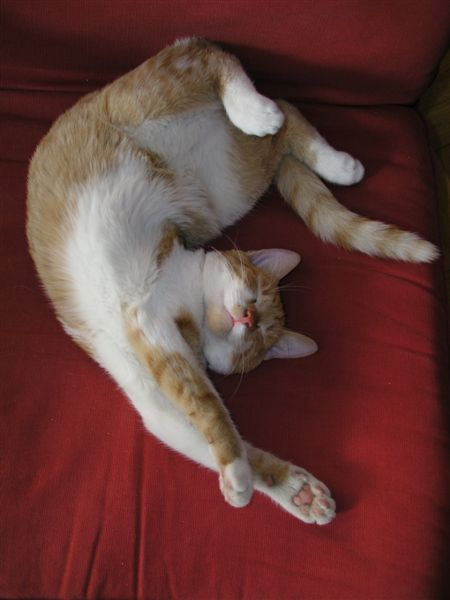
El ronc del gat domèstic sovint és associat al benestar pels humans.

El ronc podria tenir un efecte molt beneficiós sobre els humans, particularment gràcies al seu caràcter relaxant. La presència d'un gat que ronca podria permetre una cicatrització més ràpida. S'ha proposat que el ronc és anàleg a la magdalena de Proust i permet rememorar records agradables, ajudant a evacuar l'estrès. Alguns hospitals han provat l'efecte calmant dels gats, especialment en la gent gran, i al Japó hi ha bars amb gats que permeten als clients estar amb els animals per relaxar-se. També es venen enregistraments de roncs, que poden anar acompanyats amb música o sols. El Purr-like vibration device (en anglès, «aparell de vibració similar al ronc») és un invent que aprofita el possible poder curatiu de les baixes freqüències. Es tracta d'un petit aparell que es pot fixar al cos i que emet vibracions amb la mateixa freqüència que el ronc.
En teràpia cognitiva hi ha un exercici de sofrologia que aspira a recuperar una respiració centrada en l'expiració i que imita el ronc dels gats; la respiració ha de ser breu i anar acompanyada d'un so gutural similar a una erra vibrant.